# Ismaël Lô
Ismaël Lô, o  Ismaël Lo (Dogondoutchi, 30 agosto 1956), è un cantautore e musicista senegalese.
È chiamato dai fan il Bob Dylan del Senegal.

## Biografia
Nato in Senegal  da genitori senegalesi , ancora piccolo si trasferisce nella terra d'origine del padre, stabilendosi con la famiglia nel Dipartimento di Rufisque, situato nella regione di Dakar. Nel 1970, dopo la morte del padre, viene mandato a studiare presso la Scuola d'arte di Dakar. Nel 1979 ha preso parte al gruppo musicale Super Diamono diretto dal cantautore Omar Pene, con cui nel 1981 incide il suo primo album: Ndaxami. Lasciò il gruppo nel 1984 per intraprendere la carriera da solista, trasferendosi in Spagna. Suona la chitarra e l'armonica a bocca.

## Carriera[3]
Nei successivi quattro anni dall'inizio della sua carriera da solista ha registrato ben cinque album. Nel 1990 ha firmato un contratto discografico con l'etichetta Barclay e con essa ha inciso in Francia il suo sesto album dal titolo Ismaël Lo, che raccoglie tra le altre il singolo di successo Tajabone, in cima alle classifiche europee, nonché brano presentato nel film Tutto su mia madre diretto da Pedro Almodóvar. Grazie a questo album è divenuto noto al grande pubblico internazionale. Nel 1994 viene pubblicato il suo settimo album di successo dal titolo Iso, che contiene melodie di chitarra tradizionale mischiate a melodie di genere mbalax. 
Nel 1995 svolge la sua prima tournée in Africa. 
L'anno successivo rilascia la compilation Jammu Africa, dove al suo interno è contenuta la canzone Without Blame (Senza colpa) cantata insieme a Marianne Faithfull e l'omonimo brano, che è la canzone di apertura del film Shake Hands with the Devil (2007).

Il suo ultimo album si chiama Senegal, pubblicato nel 2006 e registrato tra Dakar, Parigi e Londra; nello stesso anno collabora anche al singolo Africa Nossa della cantante Cesária Évora.
Nel 1997 ha anche recitato nel film Tableau Ferraille diretto dal regista connazionale Moussa Sene Absa.

Nel 2002 è stato nominato Cavaliere della Legion d'onore.

Nel 2013, in occasione della Giornata Mondiale della Francofonia, è stato ospite come ambasciatore della diversità culturale e linguistica presso l'ONU di Ginevra.

## Discografia

### Album
- Gor Sayina (1981)
- Xalat (1984)[6]
- Natt (1986)
- Diawar (1988)
- Wadiour (1990)
- Ismael Lo (1990)
- Iso (1994)
- Tadieu Bone (2000)
- Dabah (2001)
- Sénégal (2006)

### Singoli e EP
- Xiif (1985)

### Con i Super Diamono
- Ndaxami (1981)